# Pedro Gil Farías
El 29 de junio de 1887 nació en Ramos Arizpe, Coahuila, entonces Villa de Ramos Arizpe el señor Don Pedro Gil Farías.
Fundó la primera escuela primaria particular en el tradicional barrio La Esmeralda; en 1911 crea el periódico “La Sombra de Ramos Arizpe” cuya circulación se hacía de manera discrecional.
Antireeleccionista y partidario de la fórmula presidencial Madero-Vázquez Gómez, se unió a la revolución el 13 de septiembre de 1911 y tras el cuartelazo huertista se afilió al constitucionalismo.
Realizó comisiones confidenciales y de prensa para don Venustiano Carranza, incluso desde que éste era gobernador de Coahuila.
En 1913 y 1914 operó en San Antonio, Texas como jefe de redacción y director del periódico revolucionario “La Raza”. En 1918 es designado secretario particular de don Venustiano Carranza y fue uno de sus allegados que lo acompañaban cuando ocurrió la trágica jornada en Tlaxcalantongo.
El señor don Pedro Gil Farías murió en la ciudad de México el 13 de junio de 1922 y sus restos, por disposición testamentaria, descansan en el cementerio de la exhacienda de Santa María del Rosario de Ramos Arizpe, Coahuila, México.